# Bogazi
Bogazi (in greco Μπογάζι?; in turco: Boğaz) è un villaggio della penisola del Karpas nel nord-est dell'isola mediterranea di Cipro. Esso appartiene de iure al distretto di Famagosta della Repubblica di Cipro, e de facto al distretto di Iskele di Cipro del Nord. Nel 2011, aveva 157 abitanti. Fino al 1974, il villaggio era abitato esclusivamente da greci ciprioti.

## Società

### Evoluzione demografica
Il primo censimento ottomano del 1831 non menziona il villaggio, quindi si presume che sia stato fondato dopo. Fu registrato per la prima volta nel censimento del 1911, quando furono identificati 7 abitanti turchi e 8 greci. Secondo Jack Goodwin, il villaggio fu menzionato per la prima volta come "Boghaz Trading Stations". Dieci anni dopo il suddetto censimento, 26 persone vivevano nel villaggio, di cui solo due erano turchi, mentre nel 1931, dei 188 abitanti, 52 erano turchi e i restanti 136 erano contati come greci. Nel 1946, la minoranza turca era quasi completamente scomparsa dal villaggio, dato che in quell'anno c'erano solo 5 turchi su 115 abitanti. Nel 1960, c'erano solo 2 turchi ciprioti su 90 abitanti, e 88 abitanti erano contati come greci ciprioti. Le forti fluttuazioni nella proporzione di turchi nella popolazione, che oscillava tra il 2 e il 47%, sono probabilmente dovute ai lavoratori stagionali turchi nel centro di commercio. Nel 1963  nel villaggio c'era un campo della Guardia Nazionale greco-cipriota. Nel 1973, c'erano 108 greci e 12 "altri", apparentemente non turchi. Il villaggio era considerato una destinazione turistica greca e nella zona furono costruite alcune case di vacanza.
Nell'agosto 1974, gli oltre 100 abitanti fuggirono dall'esercito turco che avanzava verso il sud dell'isola, dove da allora vivono sparsi. Al loro posto sono arrivati nel villaggio dei ciprioti di lingua turca dal distretto di Larnaca. I rimpatriati da Nicosia e Famagosta, ma anche dall'Inghilterra, comprarono case vuote e ne costruirono di nuove, così che il villaggio aveva di nuovo 100 abitanti nel 1996. Nel 2006, questo numero era salito rapidamente a 295, ma è sceso di nuovo a 157 cinque anni dopo.